# Craugastor olanchano
Craugastor olanchano là một loài ếch trong họ Craugastoridae. Chúng là loài đặc hữu của Honduras.
Môi trường sống tự nhiên của chúng là các khu rừng vùng núi ẩm nhiệt đới hoặc cận nhiệt đới và sông.